# Pehr Schenberg
Pehr Schenberg, född 24 januari 1701 i Skänninge, död 19 mars 1777 i Landeryds socken, var en svensk präst och lektor i Linköping. 

## Biografi
Schenberg föddes 24 januari 1701 i Skänninge. Han var son till kyrkoherden Johannes Schenberg i Normlösa socken. Schenberg började sina studier i Skänninge och Linköping. Han blev 1720 student vid Uppsala universitet. Han blev 4 juni 1728 magister. Schenberg fick rätt att undervisa vid Linköpings gymnasium 18 mars 1730, men utan prejudice.
23 februari 1731 blev han gymnasieadjunkt. Han blev 1732 konrektor och 1735 rektor. Schenberg prästvigdes 15 december 1735. 1737 blev han lektor i grekiska. Han blev även 1742 kyrkoherde i Landeryds församling. 1747 blev Schenberg lektor i historia. Schenberg blev 1755 kontraktsprost över Göstrings kontrakt. 19 januari 1771 blev han förste teologie lektor i Linköping. 1772 blev han teologie doktor i Uppsala. Schenberg avled 19 mars 1777 i Landeryds socken och begravdes i Linköpings domkyrka.
Schenberg var 1755-1756 riksdagsman.
Det finns ett porträtt av Schenberg på Linköpings stiftsbibliotek.

### Familj
Schenberg gifte sig 2 november 1731 med Brita Maria Löfgren (1709-1793). Hon var dotter till kyrkoherden i Söderköping. De fick tillsammans barnen Anna Brita (1732-1732), Johannes (1733-1735), Simon (1736-1736), Nils (1737-1767), Ulrica (1738-1740), Anna Catharina (1740-1741), Simon Petrus (1742-1753), Greta Stina (död 1752), Greta Maria (död 1752), Magdalena Christina (1748-1754) och Ulrica (död 1752).